# Gołdap
Gołdap é um município da Polônia, na voivodia da Vármia-Masúria e no condado de Gołdap. Estende-se por uma área de 17,2 km², com 13 740 habitantes, segundo os censos de 2017, com uma densidade de 798,8 hab/km².